# Eo biển Kitan

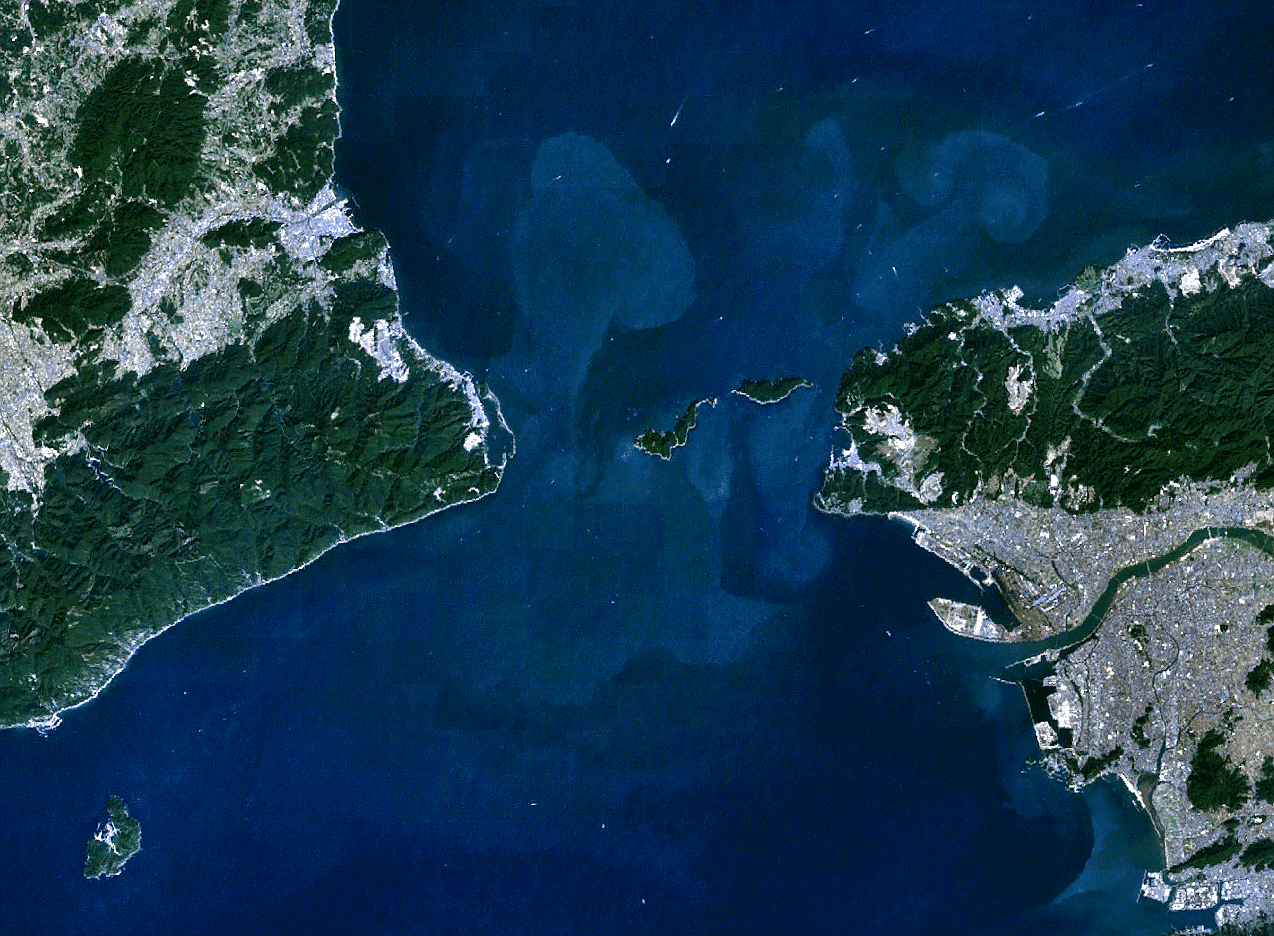
Eo biển Kitan, ngăn cách đảo Awaji với Honshū

Eo biển Kitan (紀淡海峡 Kitan kaikyō)  hay Kênh Tomogashima (友ヶ島水道 Tomogashima suidō) là eo biển ngăn cách đảo Awaji với Wakayama, tỉnh Wakayama, Nhật Bản và nối Vịnh Osaka ở phía bắc với Kênh Kii ở phía nam. Tổng chiều rộng là 11 km, nhưng quần đảo Tomogashima giảm khoảng cách bắc qua một cây cầu được đề xuất. Eo biển Kitan là một phần của Công viên quốc gia Setonaikai.